# Дом Димитрия Живадиновича
 Памятник культуры
Дом Димитрия Живадиновича (серб. Кућа Димитрија Живадиновића) находится в Белграде, на территории городского района Стари-град. Дом построен в 1904 году, является недвижимым объектом культурного наследия и памятником культуры.

## История
Дом Димитрия Живадиновича построен по проекту известного белградского архитектора Милана Антоновича как жилое и деловое здание с залом для торговли бумагой в цокольном этаже и на первом этаже, и жильем на втором этаже. Представительное здание выдающегося банкира, купца и Председателя Правления белградского кооператива в белградской чаршии обладала всеми характеристиками архитектуры стиля модерн, с явным влиянием академического стиля.
Входной вестибюль расписывал известный декоративный живописец Драгутин Инкиостри. Два этажа были надстроены в 1926—1927 гг. по проекту архитектора Самуела Сумбула, что не изменило в значительной степени первоначальный вид здания. Значение здания заключается в том, что он о представляет собой одного из самых знаменитых белградских архитекторов, свидетельствуя о фигуре заказчика, оставившего Белграду в наследие ценные архитектурные сооружения.
Архитектор Антонович в конце 19 века основал частное бюро, работая в нем вплоть до своей смерти. Он является одним из первых сербских архитекторов, у которого было свое частное бюро. После Первой мировой войны Антонович производил работы по устройству булыжной мостовой и устройству улиц, продолжая заниматься проектированием зданий. В начале своей карьеры он проектировал Палилулскую восьмилетнюю школу  и комплекс Государственного госпиталя. Потом проектировал в основном частные жилые здания. Среди деловых здания, которые он проектировал, выделяется фотоателье Милана Йовановича . Заказчиками его деловых-жилых зданий были страховые компании, частные лица и одно культурное общество.

## Димитрие Живадинович
Димитрие Живадинович был тестем генерала Александра Димитриевича, придворного маршала короля Александра Карагеоргиевича. Кроме дома на улице Грачаничка, Димитрие возвел трехэтажный дом на пересечении улиц Ускочака и Князя Михаила, в который он переселил свой магазин. Это здание впоследствии купил белградский торговец Влада Митич, а после Второй мировой войны оно перешло в собственность Универмагов «Белград».